# Юн Дончжу
Юн Дончжу (кор. 윤동주, МФА: [jundoŋdʑu]; 30 декабря 1917 — 16 февраля 1945) — корейский поэт, автор лирических стихов, а также «поэзии сопротивления».

## Биография
Юн Дончжу родился в приграничном уезде Яньцзи в китайской провинции Гирин. Он был старшим из четырёх детей Юн Ёнсока и Ким Ён. В 1932 году пошёл в местную среднюю школу, а затем уехал в Корею, где в 1936 году продолжил обучение в средней школе Пхеньяна. После закрытия школы, в том же году вернулся в Яньцзи и поступил в Кванмёнский институт. 27 декабря 1941 в возрасте 23 лет окончил техническую школу Ёнсе (в настоящее время — Университет Ёнсе. К этому времени он уже несколько лет писал стихи и подобрал 19 стихотворений для публикации в сборнике, который назвал «Небо, ветер, звезды и стихи» (кор. 하늘과 바람과 별과 시). Однако книга так и не вышла.
В 1942 году Юн Дончжу уехал в Японию и поступил на факультет английской литературы Университета Риккио в Токио. Спустя полгода он перешёл в Университет Досися в Киото. 14 июля 1943 года Юн Дончжу был задержан японской полицией за вольнодумство и отправлен в полицейский участок Камогава в Киото. В следующем году Киотский областной суд приговорил его к двум годам тюрьмы по обвинению в соучастии в корейском движении за независимость. Он был заключен в тюрьму в префектуре Фукуока, где умер в феврале 1945 года.
Стихи Юн Дончжу были опубликованы только в 1948 году, когда три сборника рукописных листов были опубликованы под общим заглавием «Небо, ветер, звезды и поэзия». С появлением этой книги Юн Дончжу был признан как поэт сопротивления позднего периода оккупации.
В ноябре 1968 года, Университет Ёнсе при участии ещё нескольких организаций учредил фонд, средства которого были предназначены для Поэтической премии Юн Дончжу.

## Сочинения
Институт перевода корейской литературы так охарактеризовал вклад Юн Дончжу в корейскую культуру:
Поэзию Юн Дончжу отличают детское восприятие мира, горечь от осознания потери родины и необычное чувство вины за поступки других людей, связанное с невозможностью вести расчётливую жизнь в период мрачных социальных реалий. «Жизнь и смерть» является стихотворением, характеризующим творчество поэта в период его литературного становления, с 1934 по 1936 годы. Он описывает конфликт между жизнью и смертью, или светом и тьмой, но поэтическая структура этого произведения в достаточной степени незрелая. С 1937 года, однако, его стихи наполняют безжалостный самоанализ и беспокойство о темных реалиях времени. Стихи в этот период достигают ясного литературного результата в смысле отражения внутреннего мира автора и признания им националистических реалий, осознанных на собственном опыте. В частности, в них чувствуется стальной дух, который пытается перебороть страх, одиночество и отчаяние и преодолеть современные реалии через надежду и мужество.

## Небо, ветер, звезды и стихи
В январе 1948 года издательство «Jeongeumsa» выпустило сборник «Небо, ветер, звезды и стихи», в который вошло 31 стихотворение Юн Дончжу. Предисловие к изданию написал поэт Чон Чжиён, лично знавший Юн Дончжу. В 1976 году родственники Юн Дончжу собирали и другие стихи, которые вошли в третье издание книги. Третье издание со 116 стихами считается наиболее полным собранием произведений Юн Дончжу.
В 1986 году по результатам опроса, Юн Дончжу был назван самым популярным поэтом среди корейской молодёжи, его популярность сохраняется и по сей день.

## В культуре
Роман Ли Чжонмёна «Расследование» назван «гимном творчеству» Юн Дончжу.
В 2011 году Сеульская театральная труппа поставила биографический мюзикл Yun Dong-ju Shoots the Moon.
В феврале 2016 года вышел фильм DongJu; The Portrait of A Poet. Он рассказывает о жизни Юн Дончжу и Сон Монгю во времена японской колонизации.